# 雅孔公園

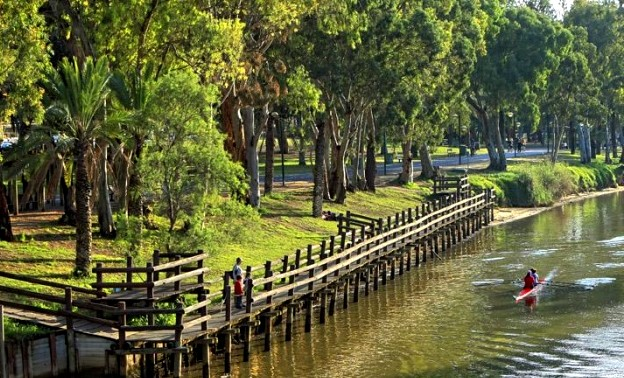
雅孔公園

雅孔公園（希伯來語：‎）是位於以色列城市特拉維夫的一座大型公園，年遊客數約有1600萬人。公園名稱取自於流經公園的雅孔河。雅孔公園的計劃開始於1969年，並在1973年開放。公園內有六個花園，其中岩石花園是世界最多的岩石花園之一，反映了以色列的地質多樣性。雅孔公園也經常舉辦演唱會等大型活動。

## 外部連結
- Yarkon National Park at the Israel Nature and National Parks Protection Authority
- Yarkon Park

32°5′58.62″N 34°48′40.28″E / 32.0996167°N 34.8111889°E